# نوریس براون
نوریس براون (به انگلیسی: Norris Brown) سناتور سابق عضو حزب جمهوری‌خواه ایالات متحده آمریکا بود. وی در سال ۱۹۰۷ تا ۱۹۱۳ میلادی سناتور ایالت نبراسکا در سنای ایالات متحده آمریکا بود.